# Årtholm
Årtholm är en halvö i Åland (Finland). Den ligger i den östra delen av landskapet, 80 km nordost om huvudstaden Mariehamn.